# Guaraciaba do Norte
Guaraciaba do Norte is een gemeente in de Braziliaanse deelstaat Ceará. De gemeente telt 38.406 inwoners (schatting 2009).